# San Miguel (Paraguay)
San Miguel è un centro abitato del Paraguay, nel Dipartimento di Misiones. La località si trova a 178 km a sud-est della capitale del paese Asunción; forma uno dei 10 distretti in cui è diviso il dipartimento.

## Popolazione
Al censimento del 2002 San Miguel contava una popolazione urbana di 1.178 abitanti (5.253 nel distretto).

## Economia
La località si distingue per la sua produzione artigianale nella manifattura della lana. Nel mese di giugno vi si svolge il Festival de la Ovechá Ragué (Festival della lana di pecora), in cui gli abitanti mostrano i loro manufatti e offrono piatti tradizionali.